# Inge Pauwels
Inge Pauwels (Diest, 13 juli 1977) is een Belgisch expert in dierengedrag.

## Levensloop
Pauwels groeide op in een boerderij te Laakdal. Na studies communicatiemanagement aan AP Hogeschool Antwerpen werkte ze in sales/management en als zelfstandige, voor ze in 2003 een holistisch dierengedragscentrum oprichtte. Haar opleidingen voor hondenfokkers, kattenfokkers en pensionhouders werden in 2021 erkend door de Vlaamse Overheid.
Pauwels komt vooral in de media als expert in hondengedragstherapie, onder meer tijdens de coronapandemie en bij bijtincidenten. Ze is sinds 2019 erkend door de FOD Justitie als beëdigd gerechtsdeskundige in dierengedrag (ethologie) en gedragstherapie.

## Boeken
Pauwels is auteur van meerdere boeken over onder andere hondengedragstherapie en therapiedieren.

## Televisie
Diverse tv-zenders nodigden Pauwels al uit als expert in hondengedrag, o.m. Vitaya (Beestig Vlaanderen) en TVL (Snuffels).

## Goede doelen
In 2011 startte Pauwels Therapiedier vzw om therapiedieren te trainen, therapiedierbegeleiders op te leiden en therapiedieren meer bekendheid te geven. In 2012 voltooiden ze de training van de eerste meldhond. De therapiehonden van de vzw worden onder meer ingezet in woonzorgcentra en op kinderkampen.
In 2015 haalde Pauwels de media door enkele dagen te overnachten in een hondenhok in een asiel te Aarschot, om geld in te zamelen voor het asiel.